# Batkovci (Oštra Luka)
Batkovci (szerbül: Батковци) falu Bosznia-Hercegovinában, a Szerb Köztársaságban, Oštra Luka községben. Batkovci településnek a Szerb Köztársaság terülétéhez került része.

## Fekvése
Bosznia-Hercegovina északnyugati részén, Banja Lukától légvonalban 49, közúton 77 km-re nyugatra, Prijedortól légvonalban 21, közúton 28 km-re délnyugatra, községközpontjától  légvonalban 8, közúton 16 km-re nyugatra fekvő dombos, erdős területen, a Batkovača-patak völgyében fekszik. A Batkovača egy 5 km hosszú patak, amely Gaidziktól 1 km-re keletre, 619 méteres magasságban ered, átfolyik Batkovci falun, ahol jobb oldali mellékvize a 2 km hosszú Sopotnica ömlik bele, majd a Stara rijeka-patakkal egyesülve hozza létre a Željeznica-patakot.

## Népessége
| Nemzetiségi csoport | Népesség 1991 | Népesség 2013 |
| ------------------- | ------------- | ------------- |
| Szerb               | 103           | 53            |
| Bosnyák             | 0             | 2             |
| Horvát              | 85            | 21            |
| Jugoszláv           | 18            | 0             |
| Egyéb               | 7             | 5             |
| Összesen            | 213           | 81            |

## Története
Batkovci a török korban még horvátok és muszlimok által lakott település volt. Bosznia-Hercegovinát 1878-ban annektálta az Osztrák-Magyar Monarchia. 1879-ben az első osztrák-magyar népszámláláskor 135 lakosából 122 római katolikus és 13 muszlim volt. Az osztrák-magyar uralom idején a mai Horvátország területéről, főként Likából és Dalmáciából szerb lakosság települt be. Így a lakosság összetétele jelentősen megváltozott, 1941-ben már csak horvát és szerb lakossága volt. 1961-ben 375, 1991-ben 213 lakosa volt. 1963-ig Ljubija község része volt, majd Sanski Most községhez csatolták. A boszniai háborút lezáró daytoni békeszerződés rendelkezése alapján az ország területét felosztották a Bosznia-hercegovinai Föderáció és a boszniai Szerb Köztársaság között. A békeszerződés utáni területmegosztási megállapodás értelmében a háború előtti település 3,30 km2 területű része a Boszniai Szerb Köztársasághoz és Oštra Luka községhez került, míg a település nagyobb, 3,04 km2 területű része a Bosznia-hercegovinai Föderáció Una-Szanai kantonjában levő Sanski Most község területénél maradt.

## Nevezetességei
- Szent Rókus tiszteletére szentelt római katolikus kápolnája 1991-ben épült.[5]

- A Legszentebb Istenanya háromkezű ikonjának[6] tiszteletére szentelt ortodox temploma.